# Mayra Andrade
Mayra Andrade (La Habana, 13 de febrero de 1985) es una cantante caboverdiana que vive y graba en París, Francia y Lisboa, Portugal.

## Biografía
Creció en Cabo Verde, Senegal, Angola, y Alemania. Sin embargo, pasaba dos meses del año en la isla caboverdiana de Santiago. La primera canción que recuerda haber cantado es "O Leãozinho", del músico brasileño Caetano Veloso, a quien ha citado como una de sus influencias musicales. Andrade ya actuaba siendo adolescente y ganó el concurso de canción Jeux de la Francophonie, en 2001, con sólo dieciséis años, comenzando, tras esto, lecciones de canto en París a los diecisiete. En esa época, conoció al compositor Orlando Pantera y empezó a colaborar con él. Mayra Andrade es una música completamente autodidacta que compone su música con la guitarra. Como el cantante y guitarrista Tcheka, Mayra Andrade busca su propia música, totalmente sumergida en la diversidad estilística de las islas de Cabo Verde. Los dos artistas, forman parte de la llamada, "generación pantera", denominada así después de que un joven compositor muriera en el año 2001, sus canciones tuvieron un efecto dulce pero profundo en la música caboverdiana. Andrade escogió cuatro de sus canciones que fueron adaptadas en su primer trabajo en solitario "Navega".
Andrade comenzó a actuar en varios países lusoparlantes, incluidas las ciudades caboverdianas de Mindelo y Praia además de Lisboa. Sus álbumes Navega y Stória, stória... ganaron el Premio de la crítica discográfica alemana en 2007 y 2009, respectivamente. También ha conseguido el premio Newcomer de los premios de BBC Radio 3 para la música del mundo en 2008.
En otoño 2008, mientras continuaba la gira de su disco "Navega" Mayra comienza a trabajar en su nuevo disco. Stória, stória. Para este proyecto la artista definió las ideas básicas en París con el multinstrumentista caboverdiano Kim Alves, el contrabajista camerunés Etienne M'Bappé y el percusionista brasileño Zé Luis Nascimento. Durante el proceso de creación, Andrade se rodeó de artistas muy diferentes entre sí que aportaron al proyecto sus estilos propios, como el sonido de la Kora del guineano Djêli Moussa Diawara, la trompeta de Nicolás Genest, el ritmo ágil del angoleño Zézé N'Gambi y la poderosa percusión del brasileño Marcus Suzano. La grabación de cuerdas estuvo dirigida por Jacques Morelenbaum y Lincoln Olivetti se encargó de la sección de vientos.
Para su segundo álbum en solitario, Stória, stória, la artista se puso en manos del productor brasileño Alê Siqueira, reconocido productor de artistas como Marisa Monte, Caetano Veloso, Tom Zé y Arnaldo Antunes.

## Discografía

### Álbumes
- 2006 - Navega
- 2009 - Stória, stória...
- 2010 - Studio 105
- 2013 - Lovely Difficult
- 2019 - Manga

### Colaboraciones
- 2001 - "Cap vers l´enfants II" - Varios Artistas
- 2003 - "Amor Cuidado" - Varios Artistas
- 2004 - "Mar e Luz" - Mario Lucio
- 2005 - "Insolitement vôtre" - Charles Aznavour* 2005 - "Homenagem a Luis Morais. Boas Festas" - Varios Artistas
- 2006 - "Do outro lado" - Carlos Martins
- 2006 - "Nos pobréza ké rikéza" - La MC Malcriado
- 2006 - "Viaja" - Teofilo Chantre
- 2008 - "Ex combantentes" - Paulo Flores
- 2009 - "Peixes Pássaros Pessoas" - Mariana Aydar
- 2009 - "Akokan" - Roberto Fonseca